# Bloque de comunistas y no partidarios

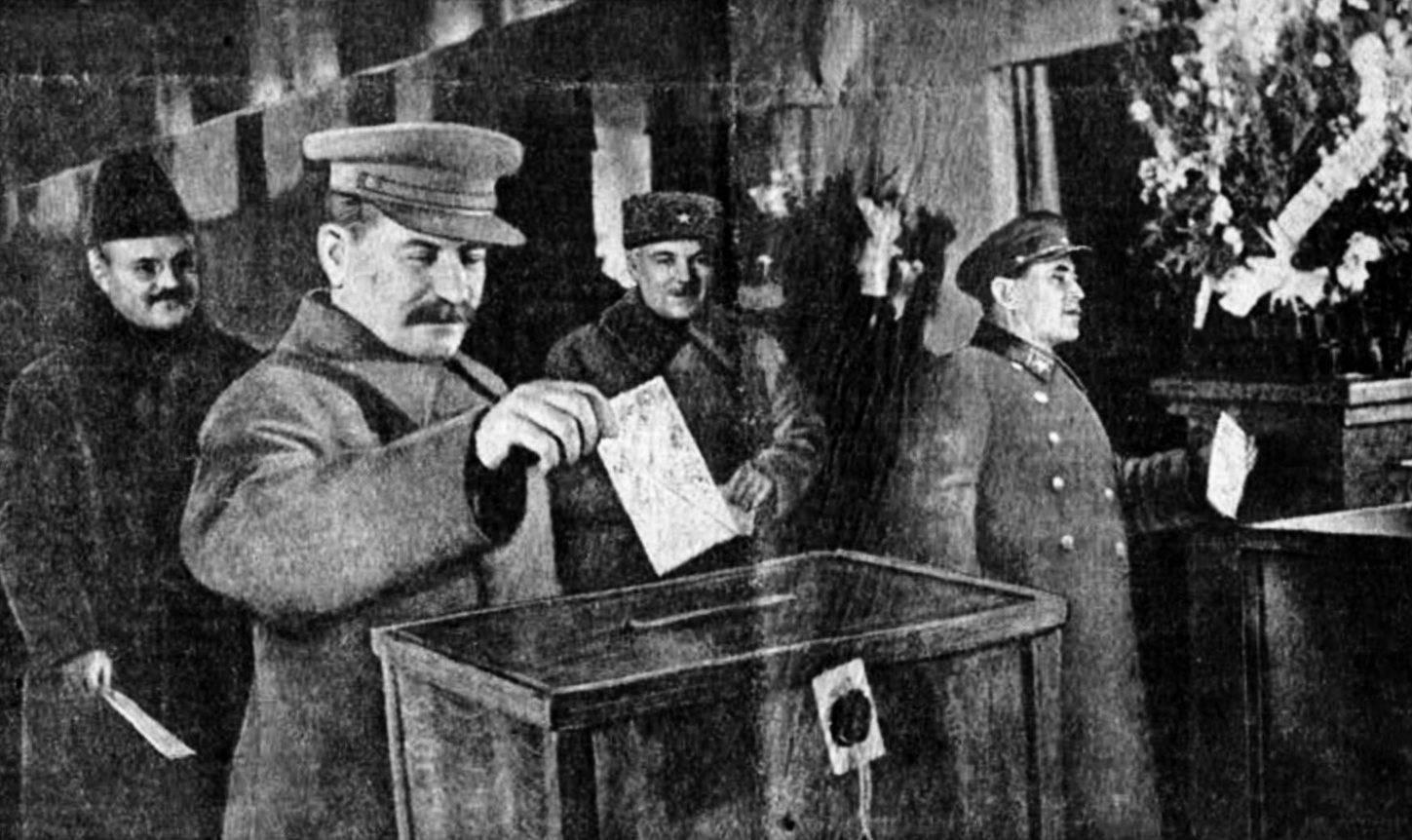
Stalin, Molotov, Voroshílov y Yezhov votan en las elecciones para el Sóviet Supremo de 1937

El bloque de comunistas y no partidarios (en ruso: Блок коммунистов и беспартийных, romanizado: Blok kommunistov i bespartinyj) era una alianza política en la Unión Soviética del Partido Comunista con apartidarios, que nominaba a sus candidatos sobre una base no alternativa en todas las elecciones a los soviéticos desde 1937 hasta 1984. La última elección de la alianza fue también la última elección nacional de la Unión Soviética, en 1989. La alianza se disolvió junto con el Partido Comunista y la Unión Soviética a finales de 1991.